# Liste der Bodendenkmäler in Herzogenaurach
Auf dieser Seite sind die Bodendenkmäler in der mittelfränkischen Stadt Herzogenaurach zusammengestellt. Diese Tabelle ist eine Teilliste der Liste der Bodendenkmäler in Bayern. Grundlage ist die Bayerische Denkmalliste, die auf Basis des Bayerischen Denkmalschutzgesetzes vom 1. Oktober 1973 erstmals erstellt wurde und seither durch das Bayerische Landesamt für Denkmalpflege geführt wird. Die folgenden Angaben ersetzen nicht die rechtsverbindliche Auskunft der Denkmalschutzbehörde.

## Bodendenkmäler in Herzogenaurach
| Lage                      | Objekt | Akten-Nr.     | Bild |
| ------------------------- | --- | ------------- | ---- |
| Herzogenaurach (Standort) | Bestattungsplatz vorgeschichtlicher Zeitstellung mit Grabhügeln.                                                                                               | D-5-6431-0002 |      |
| Herzogenaurach (Standort) | Burgstall des Mittelalters. | D-5-6431-0003 |      |
| Herzogenaurach (Standort) | Wüstung des späten Mittelalters. | D-5-6431-0005 |      |
| Herzogenaurach (Standort) | Bestattungsplatz vorgeschichtlicher Zeitstellung mit Grabhügel.                                                                                                | D-5-6431-0006 |      |
| Herzogenaurach (Standort) | Bestattungsplatz vorgeschichtlicher Zeitstellung mit Grabhügel.                                                                                                | D-5-6431-0007 |      |
| Herzogenaurach (Standort) | Siedlung der Urnenfelder-, Hallstatt- und Latènezeit. | D-5-6431-0078 |      |
| Herzogenaurach (Standort) | Siedlung vorgeschichtlicher Zeitstellung. | D-5-6431-0079 |      |
| Herzogenaurach (Standort) | Siedlung der Urnenfelderkultur. | D-5-6431-0107 |      |
| Herzogenaurach (Standort) | Hoch- und spätmittelalterliche sowie frühneuzeitliche Befunde im Bereich der historischen Altstadt von Herzogenaurach.                                         | D-5-6431-0152 |      |
| Herzogenaurach (Standort) | Archäologische Befunde im Bereich der spätmittelalterlichen Stadtbefestigung von Herzogenaurach.                                                               | D-5-6431-0153 |      |
| Herzogenaurach (Standort) | Untertägige Teile der hochmittelalterlichen Stadt Herzogenaurach.                                                                                              | D-5-6431-0154 |      |
| Herzogenaurach (Standort) | Archäologische Befunde im Bereich der hochmittelalterlichen Stadtbefestigung von Herzogenaurach.                                                               | D-5-6431-0155 |      |
| Herzogenaurach (Standort) | Archäologische Befunde im Bereich des und frühneuzeitliches Schlosses Herzogenaurach und seiner hoch- und spätmittelalterlichen Vorgängerbauten.               | D-5-6431-0156 |      |
| Herzogenaurach (Standort) | Mittelalterliche und frühneuzeitliche Befunde im Bereich der Kath. Pfarrkirche St. Maria Magdalena und der Kath. Kapelle St. Marien und ihrer Vorgängerbauten. | D-5-6431-0157 |      |
| Erlangen (Standort)       | Burgstall des hohen Mittelalters. | D-5-6431-0180 |      |